# Mohamed Amin
Mohamed Amin (árabe: محمد أمين)  es un director de cine y escritor egipcio.

## Carrera
La primera película de Amin, Educational Film (2001), trata sobre la represión sexual en la sociedad egipcia; tres amigos sexualmente frustrados se embarcan en una aventura picaresca, su grupo crece en tamaño mientras intentan ver un vídeo porno. The Night Baghdad Fell (2006) es una fantasía política antiamericana centrada en la reacción de una familia de clase media alta en El Cairo a la invasión de Irak. Two Girls from Egypt (2010) representa a dos mujeres solteras de poco más de treinta años, examinando temas de solterona, experiencia sexual, desempleo y corrupción política. La película fue prohibida en Kuwait.

## Filmografía
- Film Thaqafi [Cultural Film] (2000)
- Laylat Soqoot Baghdad [The Night Baghdad Fell] (2006)
- Bentein Men Masr [Two Girls from Egypt] (2010)